# Medal Pogotowia Ratunkowego
Medal Pogotowia Ratunkowego ang. Ambulance Service Medal, skr. ASM) – australijskie cywilne odznaczenie ustanowione 7 lipca 1999.
Przyznawane jest za wybitną służbę  („distinguished service”), członkom wszystkich australijskich organizacji pogotowia ratunkowego. Można przyznać rocznie jeden medal na 1000 pracowników pełnoetatowych (lub mniej), jeden medal na 5000 niepełnoetatowych ochotników lub pomocników (lub mniej) i jeden medal dla członka pogotowia ratunkowego Wspólnoty Narodów lub terytoriów zewnętrznych.
Medal może zostać przyznany jednej osobie tylko raz.
W australijskiej kolejności starszeństwa odznaczeń zajmuje miejsce bezpośrednio po Medalu Straży Pożarnej, a przed Medalem Służb Ratowniczych.
Osoby odznaczone tym medalem mają prawo umieszczać po swoim nazwisku litery „ASM”.